# La prigioniera bianca
La prigioniera bianca (The White Captive), è una scultura in marmo ideata tra il 1857 e il 1858 e realizzata tra il 1858 e il 1859 dallo scultore statunitense Erastus Dow Palmer. L'opera originale si trova al museo Metropolitano di New York, mentre una versione in gesso è esposta all'istituto d'arte di Albany.

## Storia

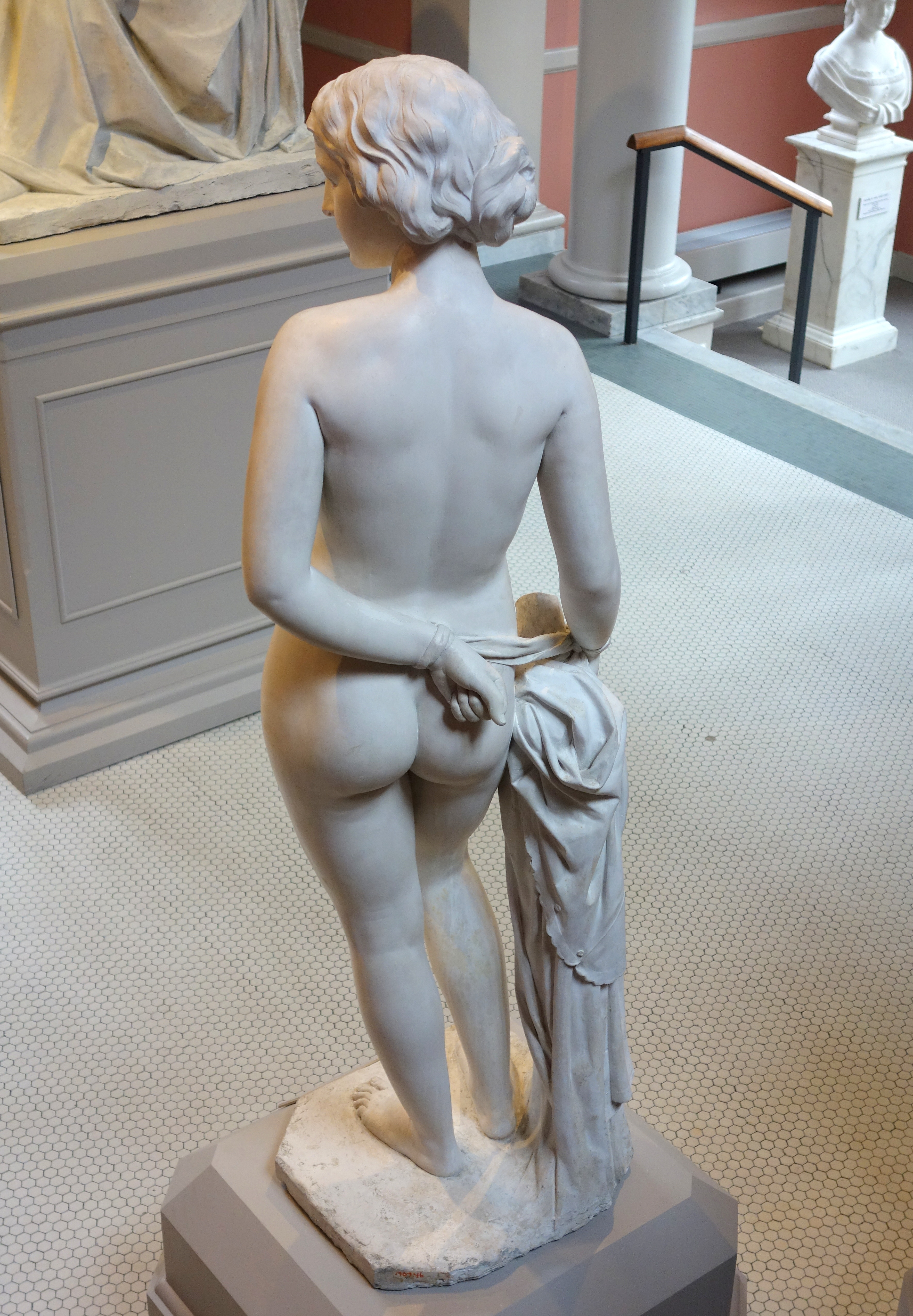
Vista posteriore della versione in gesso conservata ad Albany.

Nel 1857 circa, Erastus Dow Palmer ebbe l'idea di scolpire un'opera che, secondo quanto disse in seguito, simboleggiasse "l'influenza del selvaggio sul cristianesimo". La scultura fa così da pendant con la Ragazza indiana, realizzata qualche anno prima e il cui scopo era l'opposto, ossia illustrare "l'effetto del cristianesimo sui selvaggi".
Con molta probabilità, nel dare la forma a questa statua Palmer si ispirò alla celebre Schiava greca di Hiram Powers, un altro scultore statunitense dell'epoca. Per la scelta del tema, invece, si rifece alla vicenda realmente avvenuta di Olive Oatman: quando aveva quattordici anni, lei e la sua famiglia cercarono di raggiungere la California dall'Illinois, ma finirono nel territorio degli Yavapai, dove furono uccisi tutti tranne Olive e sua sorella Mary Ann. Gli Yavapai le vendettero poi ai Mohave, e durante una carestia Mary Ann morì. Olive invece visse presso i nativi fino al 1856, quando venne trovata da un drappello statunitense e riportata a casa.
Palmer venne lodato per la scelta di un soggetto "del tutto americano", che alludeva consciamente alle scaramucce continue ai confini tra i popoli indigeni e i pionieri bianchi. Nel 1859 la statua venne esposta a Manhattan e riscosse un grande successo presso i nuovaiorchesi: persino lo scrittore Henry Theodore Tuckerman pubblicò su un giornale dei versi che descrivevano la Prigioniera bianca.
Esiste almeno una riduzione sotto forma di busto di questo soggetto. Da quest'opera furono tratti anche due calchi dei piedi, dei quali uno è andato perduto e l'altro è conservato al Walters Art Museum di Baltimora.

## Descrizione
Così come la Schiava greca del Powers raffigurava una giovane greca catturata dai turchi e fatta schiava, quest'opera raffigura una ragazza che è stata rapita nel sonno dai nativi americani e fatta prigioniera. Le sono state legate le mani a un tronco ed è stata privata di qualsiasi indumento, in quanto la camicia da notte che indossava è appoggiata alla sommità del fusto, ricadendo a terra. Il volto della fanciulla (che è un ritratto di una delle figlie dell'artista) ha un'espressione spaventata, ma allo stesso tempo ella stringe il pugno sinistro dietro la schiena in segno di sfida contro i suoi rapitori. Nonostante la paura, l'umiliazione e la perdita della libertà, l'anima della ragazza non è per questo meno pura e ricca di fede.
La nudità della ragazza dovrebbe simboleggiare qualcosa di antitetico rispetto alle norme cristiane, qualcosa di cui vergognarsi e da coprire, eppure nella Ragazza indiana di qualche anno prima Palmer aveva raffigurato un'indigena seminuda che non sembra provarne vergogna: c'è quindi un contrasto tra la semi-nudità naturale dell'amerindia e quella totale forzata della prigioniera. Come scrisse Joy Kasson, la nudità della Prigioniera bianca non passò inosservata negli Stati Uniti dell'epoca (seppure il successo del capolavoro di Hiram Powers avesse reso più accettabile la rappresentazione della nudità nell'arte statunitense) e divenne un argomento di discussione e di dibattito.